# El Bastón Rúnico
El Bastón Rúnico es una colección general de cuatro novelas de fantasía de Michael Moorcock, que consta de La joya en la calavera, El amuleto del dios loco, La espada del amanecer y El bastón rúnico. Contando las aventuras de Dorian Hawkmoon, una versión del Campeón Eterno, tiene lugar en una versión de Europa del futuro lejano en la que los locos gobernantes del Imperio Oscuro de Granbretan están involucrados en conquistando el continente. Escrito en 1969 es un clásico del género y ha demostrado ser muy influyente en la configuración de las obras de autores posteriores.
Una trilogía posterior, Las crónicas de Castle Brass, formada por el Conde Brass, El campeón de Garathorm y La búsqueda de Tanelorn, amplía la saga original, profundizando en sus personajes y profundizando en sus personajes. vinculándolos al Multiverso de Michael Moorcock.
Dorian, en las últimas páginas del tercer libro, se encuentra enfrentando (junto con otros campeones como Erekose) a la entidad maligna que solía residir en la Stormbringer de Elric y que se liberó al trágico final de la saga del príncipe albino.
El ómnibus también se ha publicado con el título Hawkmoon.

## Granbretan
Granbretan es una versión de Gran Bretaña del futuro lejano, gobernada por el inmortal Rey-Emperador Huon, que habita en una esfera llena de líquido en Londra, su capital. Los habitantes de Granbretan son famosos por su crueldad y por su práctica de llevar máscaras en todo momento. La aristocracia granbretana, y los soldados que dirige, pertenecen al equivalente de las órdenes de caballería, caracterizadas por un animal totémico. Las órdenes tienen sus propios lenguajes secretos y sus máscaras de animales hacen que sus miembros parezcan bestias bípedas. El mundo posapocalíptico representado, cuyo apocalipsis se conoce como el "Millennio Trágico", tiene elementos coexistentes tanto de lo "medieval" (lanzas, espadas, transporte a caballo) como de tecnología más avanzada ("lanzas de fuego" (armas láser). y ornitópteros (máquinas voladoras propulsadas por batir alas)).
La situación geopolítica representada es, de hecho, una curiosa inversión de la Segunda Guerra Mundial. La futura Gran Bretaña es un imperio brutal, empeñado en la conquista total de Europa, sus ejércitos (cruzando un enorme puente que atraviesa el Canal) abrumando país tras país y cometiendo terribles atrocidades dondequiera que van. Por el contrario, el protagonista Dorian Hawkmoon es alemán (aunque tiene un nombre inglés), originalmente de Colonia, que es exiliado por la brutal conquista de Granbretan en su tierra natal pero que lucha y anima a la resistencia europea contra los conquistadores.

## Dioses de Granbretan
Los "aterradores dioses antiguos de Granbretan que se decía que gobernaron la tierra antes del Trágico Milenio" están basados en Los Beatles : Jhone (John Lennon), Jhorg (Sri George Harrison), Phowl (Paul McCartney) y Rhunga (Ringo Starr).
Sin embargo, otros dioses del "milenio trágico" se basan en los primeros ministros británicos del siglo XX (Chirshil, el dios aullador (Winston Churchill) y Aral Vilsn, el dios rugiente (Harold Wilson), dios supremo) o en escritores: Bjrin Adass, el cantor. Dios (Brian Aldiss); Jeajee Blad, el Dios que gime (JG Ballard); Jh'Im Slas, el Dios que llora (James Sallis).
"Aral Vilsn, el Dios Rugiente" es el "padre de Skvese (" contracción del crédito ") y Blansacredid (" saldo del crédito "), los dioses de la Perdición y el Caos", llamados así por los términos económicos del período en el que se escribieron los libros.